# 日射計

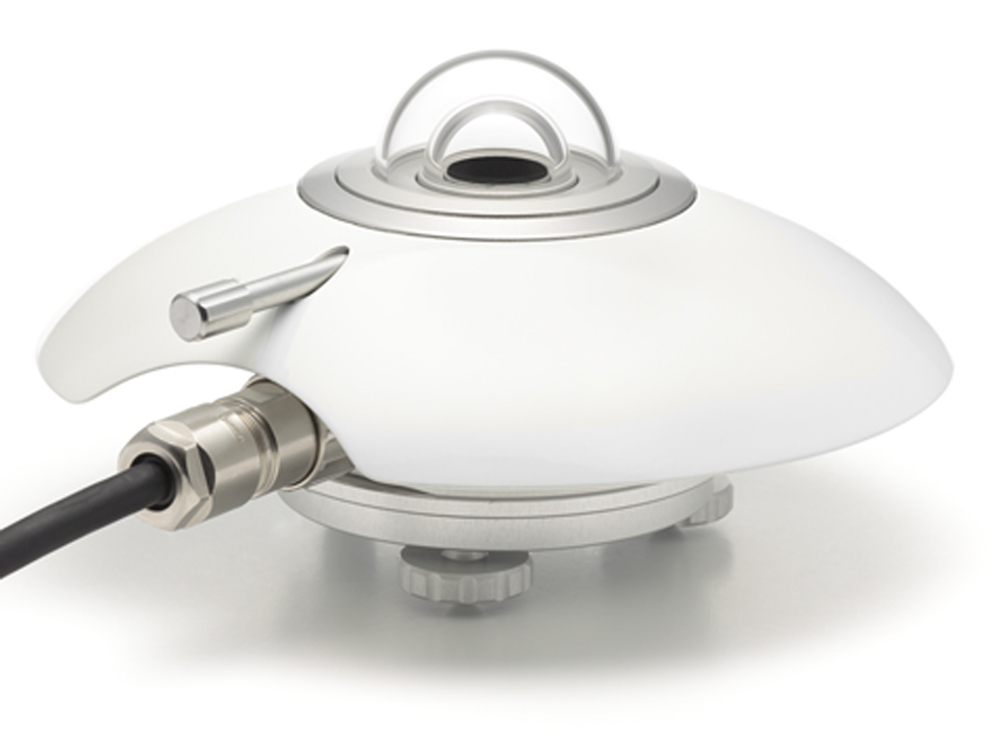
日射計

日射計（にっしゃけい）は、日射量を測る装置である。

## 概要
日射量とは、単位面積・単位時間あたりの太陽放射エネルギーの量であるから、その観測は、感部において放射を熱、電気等に変換して測定することによって行われる。現在は、即時的かつ無人での観測が容易なことから、光電素子やサーモパイル（熱電堆）を用いて日射量を電気信号に変換する方式が一般的である。

## 全天日射計
全天日射計には熱電素子（サーモパイル）を用いるものと、光電素子（フォトダイオード）を用いるものに大別できる。
熱電素子を利用した全天日射計（熱電式）は、透過率の高い透明風防(一般的にはガラス）の中に黒色の受光部を設け、受光部と筐体の間に発生する温度差をサーモパイル（熱電堆）によって温度差に比例した電位差に変換する。この電位差を測定し、その電位差を換算式によって変換して日射量を測定する。
光電素子を利用した全天日射計（光電式）は、半球形の透明風防の中心にシリコンフォトダイオード等の光電素子を置く構造になっており、光電素子の発電量から日射量を測定する。
フォトダイオードを受光素子とする場合、その発電特性は入射する光の波長に依存するため、測定できる波長帯が太陽放射の一部分に限られるうえ、波長によって感度も異なる。一方、サーモパイルを受光素子とする場合、その受光表面を黒色（近似的に黒体として扱える素材を用いる）にすれば、太陽放射のエネルギーを全波長にわたって吸収でき、波長によらずほぼ均等な感度で測定しうる。従って、波長特性については、光電式よりも熱電式の方が一般的に優れている。なお、熱電式では以前は白黒型が存在したが、白黒型は白色の反射特性が悪いため、現在は、黒色のみの受光面で構成される黒黒型が一般的である。
一方、光電式は、放射の時間的変化に対する応答が早い特長がある（熱電式は感部が熱せられた結果を測定しているため、放射の短時間の変化に対する応答は光電式と比べれば遅い）。また製品価格は熱電式よりも安価なものが多い。光電式の波長吸収特性は、測定範囲に対して一様ではないので、使用前に特性を確認する必要がある。
風防以外の外面は白色放射シールド又はアルミ筐体となっており、日射の吸収による内部の過熱や観測誤差を防ぐようになっている。観測にあたっては水平に設置する必要があるため、水準器及び水平調整装置を備える。
気象測器検定規則で許容される器差は、3%（感部のみについて2%）である。
英語ではピラノメーター (pyranometer) といい、ギリシア語の「pyr（炎）」、「ano（空）」に由来する。

## 日射計のトレーサビリティ
日射計のトレーサビリティは、WRR（World Radiometric Reference：世界放射基準）を国際標準としている。
WRRはスイスのダボスにあるWRC（世界放射センター）が維持管理している。WRRはWRCが所有する6台の絶対放射計（直達日射計の一種で、直達日射量の絶対測定が可能なもの）を世界準器群として、これの測定値を国際標準としている。
日本では、気象庁が国内標準となる絶対放射計を保有しており、五年ごとにWRRとの比較観測を行って、その精度を維持している。
日本国内では、気象庁が行う日射量観測が国内標準にトレーサブルである事は勿論、気象庁以外の機関が観測を行う場合にも、直達日射計については「気象測器等委託検定規則」（昭和28年2月14日運輸省令第77号）に基づく委託検定、全天日射計については「気象測器検定規則」（平成14年3月26日国土交通省令第25号）に基づく検定により、国内標準にトレーサブルな校正を受けることができる。
日本では、気象業務法及び気象測器検定規則により、公共的な気象観測には検定に合格した電気式日射計を用いることが義務付けられているが、ここで規定されている「電気式日射計」とは全天電気式日射計を示している。直達電気式日射計については、気象測器等委託検定規則（昭和二十八年十二月十四日運輸省令第七十七号）に基づき、気象庁に検定を委託することが出来る。

## 日射計の国際規格
国際標準化機構においては、TC180 "Solar Energy"（技術委員会180「太陽エネルギー」）のSC1 "Climate - Measurement and data "（小委員会1「気候-測定とデータ」）において、日射計の性能基準・校正方法・使用方法などに関する国際規格を次のとおり定めている。
ISO 9060 において日射計は三階級に区分されている。この内で最高の性能を有するのは「secondary standard」（二次標準）と呼ばれ、次に良い性能を有するのが「first class」（一級）、最後が「second class」（二級）である。
最高性能として規定しているものを「二次標準」と呼ぶのは混乱を招きやすいが、「一次標準」は国際標準あるいは国家標準機関が所有する最高水準の器械を示しており、それらが一般に販売される事はほとんどない。このため、一般的に入手して使用できる最高水準の器械は「二次標準」相当の性能であり、それは一次標準の校正を受けて標準器として使用するに足る性能を持つという意味合いで、二次標準と呼ばれている。
- ISO 9059:1990 Solar energy -- Calibration of field pyrheliometers by comparison to a reference pyrheliometer
- ISO 9060:1990 Solar energy -- Specification and classification of instruments for measuring hemispherical solar and direct solar radiation
- ISO 9845-1:1992 Solar energy -- Reference solar spectral irradiance at the ground at different receiving conditions -- Part 1: Direct normal and hemispherical solar irradiance for air mass 1,5
- ISO 9846:1993 Solar energy -- Calibration of a pyranometer using a pyrheliometer
- ISO 9847:1992 Solar energy -- Calibration of field pyranometers by comparison to a reference pyranometer
- ISO/TR 9901:1990 Solar energy -- Field pyranometers -- Recommended practice for use

また、世界気象機関も次の文献で日射計の性能の基準などを定めている。
- WMO No.8 - Guide to meteorological instruments and methods of observation Sixth Edition